# Saint-Jean-du-Doigt
Saint-Jean-du-Doigt (bret. Sant-Yann-ar-Biz) – miejscowość i gmina we Francji, w regionie Bretania, w departamencie Finistère.
Według danych na rok 1990 gminę zamieszkiwało 661 osób, a gęstość zaludnienia wynosiła 33 osoby/km² (wśród 1269 gmin Bretanii Saint-Jean-du-Doigt plasuje się na 741. miejscu pod względem liczby ludności, natomiast pod względem powierzchni na miejscu 498.).